# Evelino Waddington
Evelyn Waddington, italianizzato in Evelino Waddington (Londra, 1806 – 1882), è stato un politico britannico naturalizzato italiano.
Nato a Londra nel 1806, si trasferì a Perugia e ottenne la cittadinanza nel 1838. Nel 1836 sposò Marianna Bacinetti, vedova del marchese Ettore Florenzi. Fu consigliere comunale di Perugia dal 1841 al 1847 e sindaco della città dal 1867 al 1870.